# Xarxa en doble anell
La xarxa en doble anell és una xarxa d'àrea local en què els dispositius (nodes) estan connectats en un bucle tancat o d'anell.
Els missatges passen d'un ordinador a l'altre en una direcció concreta. Cada ordinador examina l'adreça de destinació adjunta al missatge. Si aquesta direcció coincideix amb la seva, l'ordinador accepta el missatge. En cas que no sigui la seva direcció, el deixarà passar al següent ordinador.
- Avantatges: Permet cobrir distàncies més llargues que altres topologies.
- Inconvenients: Si un ordinador falla, aleshores tota la xarxa fallarà. A més, és difícil agregar nous nodes.